# ایوان کرسپو
ایوان کرسپو (انگلیسی: Iván Crespo؛ زادهٔ ۱۰ دسامبر ۱۹۸۴) بازیکن فوتبال اهل اسپانیا است.
از باشگاه‌هایی که در آن بازی کرده‌است می‌توان به باشگاه فوتبال میراندس، باشگاه فوتبال دپورتیوو آلاوس، و باشگاه فوتبال رئال مورسیا اشاره کرد.